# Hubberg (Bockhorn)
Hubberg ist eine Einzelsiedlung der Gemeinde Bockhorn im Landkreis Erding in Oberbayern.

## Geografie
Der Ort liegt vier Kilometer östlich von Bockhorn entfernt im tertiären Isar-Inn-Hügelland (Erdinger Holzland).

## Bodendenkmäler
300 Meter westlich finden sich zwei Grabhügel aus der Zeit zwischen 1600 und 1300 v. Chr.:
- Grabhügel D 1-7638-0004 (A)
- Grabhügel D 1-7638-0004 (B)

## Verkehr
Die Staatsstraße 2084 verläuft zwei Kilometer südlich.

## Geschichte
Der Ort gehörte bis 1972 zu der ehemaligen Gemeinde Eschlbach und kam bei deren Auflösung zur Gemeinde Bockhorn.